# Marin.
Marin.（まりん、マリン、1987年7月20日 - ）は、日本の元AV女優。

## 略歴
AVデビュー以前には、グラビアアイドル「じゅんな」として活動していた。
キカタンAV女優だったが、2006年1月11日にプレステージから発売された『Tokyo流儀-11／MARIN』でブレイクし、メーカー間での争奪戦の末、同年2006年4月5日よりワープエンタテインメントの専属女優として活動した。
2008年で引退した。
2015年10月は「国際弁護士 恥辱の審判 Marin」で復帰したが、すぐに再び引退した。

## 出演

### イメージビデオ
- 素人着エロ倶楽部 「じゅんなちゃん18才カラオケ店員」（2004年02月25日）　※「じゅんな」名義
- 素人着エロ倶楽部「じゅんなちゃん18才（２）カラオケ店員」（2005年12月25日） ※「じゅんな」名義

### アダルトビデオ
2005年
- 完全ヌキビデオ!!いっぱい出してネ!（9月19日、なにわ書店）
- エロカワE－GIRLアゲアゲコンパ （11月4日、GLAY'z）
- SUPERナイスバディーギャル （11月19日、LEO）
- 水着オーディション拉致監禁 FILE-01 （12月10日、GLAY'z）
- ギャルギャル店員クラブファック （12月20日、LEO）
- 女子校生限定!!Hなオークション お金が欲しけりゃ身体張れ!! （12月21日、ディープス）
- 関西女子校生【まりん】 （12月22日、GLAY'z）

2006年
- 制服トランス （1月1日、ワンズファクトリー）
- 制服カメラ [まり18歳]/まり （1月10日、ドリームチケット）
- Tokyo流儀-11／MARIN （1月11日、プレステージ）
- ギャル痴女子校生 （1月13日、TMA）
- キャンギャル調教/マリン （1月20日、GLAY'z）
- Happy Day／Marin （1月20日、I.B.WORKS）
- 素人コギャルHEAVEN 4時間 （1月27日、おかず。）
- 妹に萌えろ!/マリン （2月1日、ワンズファクトリー）
- Pink★Gals2[暴走発情ギャルズ] （2月10日、ドリームチケット）
- えろまん/マリン （2月17日、GLAY'z）
- ヤリマン （2月17日、LEO）
- ナースにおまかせ （2月17日、LEO）
- WATER POLE 01 （3月20日、プレステージ）
- S級素人ギャル千人斬り! 7 （3月24日、うまなみ。）
- Marin． Debut．00[ZERO]/Marin （4月5日、ワープエンタテインメント）
- エロカワッ マリン （4月14日、LEO）
- 小悪魔の教室／Marin． （4月29日、ワープエンタテインメント）
- ギャルッ!!ちっく Marin．先生 （6月5日、ワープエンタテインメント）
- ドリームシャワー/Marin． （7月5日、ワープエンタテインメント）
- Monthly2時間 撮れたて素材まんま出し （7月15日、ワープエンタテインメント）
- ギャルコレ! 3 -素人ギャル即ハメパラダイス- （7月28日、うまなみ。）
- Wet*Gals/Marin．（8月5日、ワープエンタテインメント）
- Monthly2時間 撮れたて素材まんま出し2 （8月15日、ワープエンタテインメント）
- うまなみプレゼンツ20 ギャルコレ! 4時間 2 （8月25日、おかず。）
- 姫ぎゃる★スタイル （9月5日、ワープエンタテインメント）
- Monthly2時間 撮れたて素材まんま出し3 （9月15日、ワープエンタテインメント）
- うまなみプレゼンツ（21）S級素人ギャル千人斬り!4時間 4 （9月22日、おかず。）うまなみ。作品『S級 素人ギャル千人斬り! 7』のセルDVD化作品
- 接吻カフェ/Marin． （10月5日、ワープエンタテインメント）
- Monthly2時間 撮れたて素材まんま出し4 （10月15日、ワープエンタテインメント）
- うまなみ。プレゼンツ24 素人ギャルをナンパして潮吹かせちゃいました!4時間 （10月27日、おかず。）オムニバス作品
- Monthly2時間 撮れたて素材まんま出し5 （11月15日、ワープエンタテインメント）
- チ●ポが生えたギャル高生／Marin． （12月5日、ワープエンタテインメント）
- 超［チョ～］お宝 Vol．01 （12月15日、ワープエンタテインメント）

2007年
- ドリームショット!! （1月5日、ワープエンタテインメント）
- 超[チョ～]お宝 Vol．02 （1月15日、ワープエンタテインメント）
- 僕に飼われるギャルペット （1月15日、ワープエンタテインメント）
- I Love オジサマ （2月5日、ワープエンタテインメント）
- Akiba＠デリ★メイド （2月15日、ワープエンタテインメント）
- 超[チョ～]お宝 Vol．03 （2月15日、ワープエンタテインメント）
- レイプウーマン・第一章 Marin. （3月5日、ワープエンタテインメント）
- レイプウーマン・第二章 Marin. （3月15日、ワープエンタテインメント）
- 超[チョ～]お宝 Vol．04 （3月15日、ワープエンタテインメント）
- 街でウワサの風俗ビル （4月5日、ワープエンタテインメント）
- 熱吻ブラック （5月3日、ワープエンタテインメント） ※AV OPEN 2007エントリー作品
- 新婚旅行◆南国レイプ （5月15日、ワープエンタテインメント）
- プレミアデジタルモザイク Vol.23 （6月7日、プレミアム）
- S+CONTENTS 4時間 制服ギャル×女子校生SP Marin. （6月15日、ワープエンタテインメント）
- トリプル痴女GROOVE （7月7日、プレミアム）
- DIGITAL CHANNEL （8月1日、アイデアポケット）
- LOVE SEMEN （9月1日、アイデアポケット）
- GALCIR 2 （10月1日、アイデアポケット）
- ハイパーデジタルモザイクVol.070 SPECIAL （11月1日、MOODYZ）
- BLACK FUCK （12月1日、アイデアポケット）

2008年
- アイドル女子高生 （1月1日、アイデアポケット）
- Marin．6本番スペシャル×プレミアデジタルモザイク （2月7日、プレミアム）
- 春のスペルマ大作戦 （3月1日、アイデアポケット ）
- ボクの彼女 （3月7日、プレミアム）
- Marin.初パイパン。 （4月7日、プレミアム）
- シロダマ 15 女子校生 携帯援交 （5月1日、プレステージ）
- Marin.大放尿祭 絶頂失禁シャワー （5月7日、プレミアム）
- Marin.プレミアム4時間DX （6月7日、プレミアム）
- イキまくり失禁FUCK Marin. （7月1日、アイデアポケット）
- Marin.のファン感謝祭ぶっかけ （8月1日、アイデアポケット）
- CHARISMA☆MODEL特別編 鬼イカセ大失禁 （9月19日、kira☆kira）
- 真性潮吹きFUCK  （10月13日、MOODYZ）
- イク時はヤバいヤバい! （10月19日、乱丸）
- JK-FETISH ～生中出しライブ～ （11月17日、MOODYZ）
- 添い寝 （11月22日、しのだプロジェクト）
- 癒らし。 VOL.54 （12月5日、アウダースジャパン）

2009年
- 超高級美少女レズ・ソープ嬢 プレミアム （4月4日、ディープス）
- 港のヨーコ c/w チャコの湘南物語 （5月19日、ROOKIE）

2015年
- 国際弁護士 恥辱の審判 Marin　（10月７日、アタッカーズ）

### 総集編
2006年
- BEST OF Marin （ベスト・オブ・マリン） （5月10日、ラストラス）
- キャンギャル調教 Super Best 4時間 （6月23日、ワープエンタテインメント）
- 制服トランス DX 2 （7月1日、ワンズファクトリー）
- BEST HIT 2006年 ドリームチケット 上半期総集編 （7月5日）
- ULTIMATE GOLD マリン （7月21日、GLAY'z）
- VERY BEST OF マリン 完全版 （7月28日、ケイ・エム・プロデュース）
- MARIN．完全版 （9月1日、ワンズファクトリー）
- FOXY LADIES 3 （9月10日、ラストラス）
- S+CONTENTS 4時間 お嬢ギャルとお姉Gal*スペシャル （11月5日、ワープエンタテインメント）
- S+CONTENTS 4時間 ふたなり＆ペニバンSP （11月5日、ワープエンタテインメント）
- LEO BEST GIRLS COLLECTION 8 （11月5日、LEO）
- RAZZ-MA-TAZZ ラズマタズ 2 （11月10日、ラストラス）
- ワープエンタテインメント 1年まるごと特別総集編 06/07 4時間 （12月5日、ワープエンタテインメント）
- ユーザーズチョイス！！ The 1st*Half 2006 （12月15日、ワープエンタテインメント）

2007年
- S+CONTENTS 4時間 潮吹き電マと激FuckSP （2月5日、ワープエンタテインメント）
- 21人のデジモアイドル薄消し4時間 （2月23日、TMA）
- S+CONTENTS 4時間 卑猥なベロとフェラ舌射SP （3月15日、ワープエンタテインメント）
- S+CONTENTS 4時間 接吻しまくり淫口未成年SP （4月15日、ワープエンタテインメント）
- 痴女COMPLETE BEST 4時間 （4月21日、TMA）
- URECCOギャル 4時間コレクション （5月1日、ワンズファクトリー）
- S+CONTENTS 4時間 犯ラレ癖ノ有ル女 （5月5日、ワープエンタテインメント）
- S+CONTENTS 4時間 眼鏡デ誘惑スル女 （5月15日、ワープエンタテインメント）
- 乳首の弱いカノジョと僕が、互いに乳首を責めあいました。 撮り下ろし×THE 4時間 （5月15日、ワープエンタテインメント）
- ユーザーズチョイス!! 4時間 The Latter Half of 2006 （6月5日、ワープエンタテインメント）
- BODY DOLLS （6月8日、LEO）
- NEW21人のカリスマ女子校生薄モザ4時間 （6月29日、TMA）
- 生汁オナニー 厳選女優30人4時間!! （7月1日、ワンズファクトリー）
- 女子校生MUSEUM4時間 （8月1日、NIRVANA）
- 32人の乳もみインタビュー 4時間 （8月10日、TMA）
- S+CONTENTS 4時間 ギャルズビッチ Marin. （8月15日、ワープエンタテインメント）
- 極上BODY クライマックス4時間 （8月17日、GLAY'z）
- 爆乳パイズリパラダイス でっかいおっぱいに挟まれたい （10月1日、ワンズファクトリー）
- FELLATIO FESTIVAL 7 （11月1日、アイデアポケット）
- 2007年上半期 プレミアム傑作選 （11月7日、プレミアム）
- S+CONTENTS 4時間 ギャルズトランス （11月15日、ワープエンタテインメント）
- しみけんのプライベート7FUCK　 （12月1日、アイデアポケット）
- ワープエンタテインメント 1年まるごと特別総集編 2007 4時間 （12月5日、ワープエンタテインメント）
- ユーザーズチョイス!! 4時間 The First Half of 2007 （12月15日、ワープエンタテインメント）

2008年
- プレミア女優のフェラチオBEST 2 （1月7日、プレミアム）
- 制服カメラ×THE4時間 VOL.2 （2月5日、アイデアポケット）
- プレミア女優の結合部BEST4時間 （2月7日、プレミアム）
- 10年まるごと特別総集編 ドリシャ 4時間 （2月15日、ワープエンタテインメント）
- 春のスペルマ大作戦 （3月7日、アイデアポケット）
- 2007年下半期 プレミアム傑作選 （3月7日、プレミアム）
- 競泳水着大全集 2枚組8時間 （3月14日、TMA）
- S+CONTENTS 4時間 制服×Marin. （3月15日、ワープエンタテインメント）
- いっぱい出してねッ!! 8時間特別版 （3月19日、NANIWA）
- 白の巨塔 黒澤あららのぶっかけ作品集 （4月1日、アイデアポケット）
- おそうじフェラMUSEUM4時間 （4月1日、NIRVANA）
- プレミア女優30人に濃厚舌上、顔面発射! （4月1日、プレミアム）
- BLACK MAGNUM 黒い巨根に壊された6人の美女たち （5月1日、アイデアポケット）
- ハイモザ 潮吹きFUCK4時間 （5月1日、MOODYZ）
- ハイモザ 手コキ4時間2 （6月1日、MOODYZ）
- MOODYZ有名女優30人 珠玉の美尻カーニバル 4時間 （6月13日、MOODYZ）
- おそうじフェラMUSEUM4時間 （7月1日、NIRVANA）
- FELLATIO FESTIVAL FESTIVAL 2 （7月1日、アイデアポケット）
- キスがエロけりゃ醜男だって、美女とベロちゅうデキるのだぁ （7月15日、ワープエンタテインメント）
- アナタのお注射を打ってください… エロ美女ナース20人8時間スペシャル! （8月1日、アイデアポケット）
- 手コキEXCITING4時間 2 （8月1日、NIRVANA）
- プレミア女優の美尻コレクション 2 （8月7日、プレミアム）
- イイオンナ、イラマチオ。 4時間 （8月15日、ワープエンタテインメント）
- 働く猥褻痴女 4時間 （9月1日、ワンズファクトリー）
- ハイパーデジタルモザイク大全集8時間 （9月1日、MOODYZ）
- ダダ漏れる聖水！真性お漏らし・失禁4時間 （9月1日、MOODYZ）
- プレミア女優のフェラチオBEST 3 （10月7日、プレミアム）
- 美尻をガンガン突きまくり!野獣FUCK4時間 （10月13日、MOODYZ）
- Marin.FESTA☆2008 （11月1日、アイデアポケット）
- 2008年上半期 プレミアム傑作選 （11月7日、プレミアム）
- 制服姿の女子校生をヤリまくる!4時間 2 （11月13日、MOODYZ）
- kira☆kiraALLSTARS ビキニGAL☆ 巨乳乱交SPECIAL （11月22日、kira☆kira）
- 激似 Super Best 4時間 （12月19日、GLAY'z）

2009年
- Tokyo流儀 74 五周年突入記念 （1月1日、プレステージ）
- 変態HナースFILE 50人4時間 （1月1日、ワンズファクトリー）
- Marin.8時間プレミアムBEST （1月7日、プレミアム）
- kira☆kira フェラチオ学園祭 Vol．3 （3月19日、kira☆kira）
- プレミア女優30人に濃厚舌上、顔面発射! 2 （4月7日、プレミアム）
- IPザーメン博物館 （5月1日、アイデアポケット）